# Hirvijärvenkallio - Vastamäki
Hirvijärvenkallio - Vastamäki este o arie protejată (arie specială de conservare — SAC, sit de importanță comunitară — SCI) din Finlanda întinsă pe o suprafață de 74 ha, integral pe uscat.

## Localizare
Centrul sitului Hirvijärvenkallio - Vastamäki este situat la coordonatele 61°21′40″N 25°41′36″E / 61.3611°N 25.6933°E.

## Înființare
Situl Hirvijärvenkallio - Vastamäki a fost declarat sit de importanță comunitară în august 1998 pentru a proteja 1 specie de animale. Situl a fost protejat și ca arie specială de conservare în aprilie 2015.

## Biodiversitate
Situată în ecoregiunea boreală, aria protejată conține 4 habitate naturale: Taiga vestică, Păduri fino-scandinave bogate în ierburi cu Picea abies, Pășuni din zone de pădure fino-scandinave, Mlaștini împădurite.
La baza desemnării sitului se află o specie protejată de  mamifere: veveriță zburătoare siberiană (Pteromys volans).
Pe lângă speciile protejate, pe teritoriul sitului au mai fost identificate 5 specii de păsări, 1 specie de pești.